# Botafogo SC
Der Botafogo Sport Club, in der Regel nur kurz Botafogo genannt, ist ein Fußballverein aus Salvador im brasilianischen Bundesstaat Bahia.

## Erfolge
- Staatsmeisterschaft von Bahia: 1919, 1922, 1923, 1926, 1930, 1935, 1938
- Staatsmeisterschaft von Bahia – 2nd Division: 2012

## Stadion

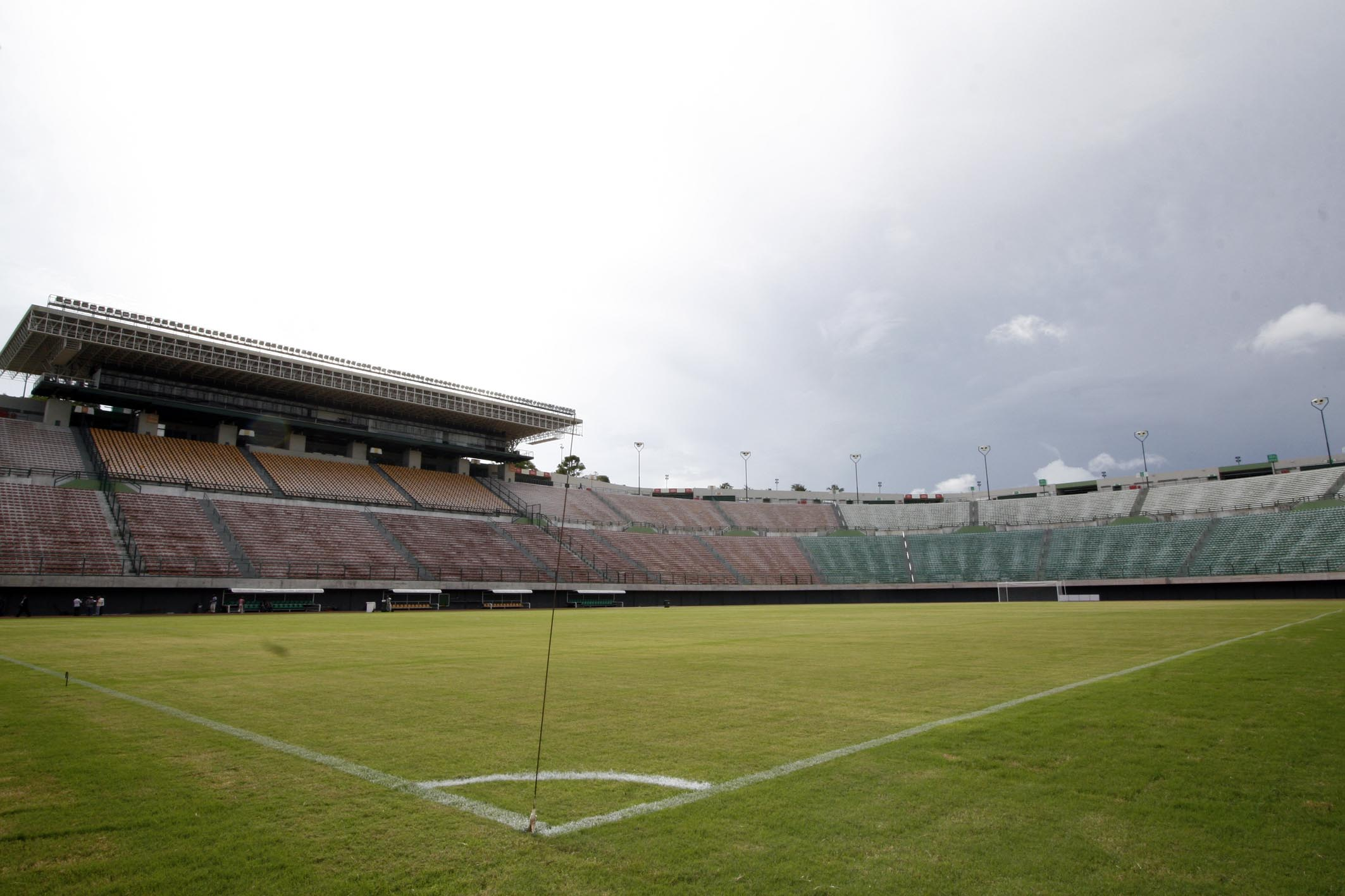
Estádio de Pituaçu

Der Verein trägt seine Heimspiele im Estádio de Pituaçu, auch unter dem Namen Estádio Governador Roberto Santos bekannt, in Salvador aus. Das Stadion hat ein Fassungsvermögen von 32.157 Personen.

## Trainerchronik
Stand: 2013
| Trainer        | Nation    | von               | bis            |
| -------------- | --------- | ----------------- | -------------- |
| Ricardo Silva  | Brasilien | 21. Dezember 2012 | 25. April 2013 |
| Hugo Aparecido | Brasilien | Januar 2014       | ?              |
| Lucho Nizzo    | Brasilien | 2021              |                |